# Alstroemeria stenopetala
Espèce
Alstroemeria stenopetala est une espèce de la famille des Alstroemeriaceae.
Il s'agit d'un géophyte tubéreux qui pousse principalement dans le biome tropical saisonnièrement sec.

## Description
Alstroemeria stenopetala (également appelée lis de perroquet, parmi de nombreux autres noms communs) est une plante vivace originaire du Chili et de l'Argentine. Elle atteint une hauteur de 1 m et produit de petites fleurs en forme de clochettes dans les tons de rose, rouge, jaune et blanc. 

## Répartition et habitat
L'aire de répartition indigène de cette espèce est le Brésil (de Goiás à Minas Gerais).
Alstroemeria stenopetala préfère les sols humides et bien drainés, en plein soleil ou à l'ombre partielle

## Utilisations
Alstroemeria stenopetala est une plante ornementale populaire utilisée dans les jardins et les bouquets. Elle est connue pour ses fleurs rose-blanc éclatantes et sa capacité à attirer les colibris et les papillons. Elle est également utilisée comme plante médicinale, ses racines et ses fleurs étant utilisées pour traiter diverses affections.

## Systématique
Le nom correct complet (avec auteur) de ce taxon est Alstroemeria stenopetala Seub..